# Vratislav Vajnar
Vratislav Vajnar (17. září 1930 Strašice – červen 2023) byl český a československý politik Komunistické strany Československa, ministr vnitra ČSSR a poslanec Sněmovny lidu Federálního shromáždění za normalizace.

## Biografie

### Před listopadem 1989
Vystudoval Vysokou školu politických a hospodářských věd. Už během studia se angažoval v ČSM. Od roku 1952 byl členem KSČ. Působil pak jako asistent a aspirant mezinárodního práva na Univerzitě Karlově, později učil na Vojenské politické akademii. V období let 1958–1972 pracoval na ministerstvu zahraničních věcí. V letech 1972–1974 byl pracovníkem oddělení mezinárodní politiky Ústředního výboru Komunistické strany Československa. V letech 1974–1977 působil coby pomocník generálního tajemníka ÚV KSČ a v období let 1977–1983 jako vedoucí sekretariátu generálního tajemníka ÚV KSČ.
XVI. sjezd KSČ ho zvolil za člena Ústředního výboru Komunistické strany Československa. XVII. sjezd KSČ ho ve funkci potvrdil. Od roku 1983 do roku 1988 byl ministrem vnitra ČSSR ve čtvrté vládě Lubomíra Štrougala, páté vládě Lubomíra Štrougala a šesté vládě Lubomíra Štrougala. V roce 1980 získal Řád práce.
Po volbách roku 1981 usedl za KSČ do Sněmovny lidu Federálního shromáždění (volební obvod č. 66 – Teplice-město, Severočeský kraj). Křeslo nabyl až dodatečně v říjnu 1983 po doplňovacích volbách poté, co zemřel poslanec Oldřich Švestka. Mandát obhájil ve volbách roku 1986 (obvod Teplice-západ). Ve Federálním shromáždění setrval do února 1989, kdy se vzdal mandátu.

### Obvinění z trestného činu
Ze zvlášť nebezpečného zneužití pravomoci úřední osoby byl Vajnar spolu s Lubomírem Štrougalem a Milošem Jakešem obviněn na sklonku roku 2019. Trestného činu se měl dopustit před rokem 1989, kdy jako vrcholný představitel státu toleroval střelbu na československých státních hranicích, kdy prchající byli pohraničníky zastřeleni nebo roztrháni psy. V květnu 2021 bylo však Městským státním zastupitelstvím v Praze rozhodnuto, že jako člověk stižený duševní poruchou nemůže být trestně stíhán. V zastavení stíhání se nicméně konstatuje jako nepochybné, že se skutek stal, je trestným činem a spáchali ho obvinění. 3. prosince 2021 rozhodl Ústavní soud České republiky o obnovení trestního stíhání z důvodu podjatosti soudních znalců.